# UltraEdit
UltraEdit — условно-бесплатный (30 дней — бесплатно, платная версия 99,95$) текстовый редактор и шестнадцатеричный HEX-редактор для 32-битных и 64-разрядных операционных систем Microsoft Windows, Mac OS X и Linux, созданный главным образом для программистов, а также обычных пользователей, которых не устраивает скромная функциональность встроенного текстового редактора Notepad (Блокнот) Windows.
Программа имеет чрезвычайно много функций, хотя является продвинутым текстовым редактором и кодовым редактором, а не профессиональным текстовым процессором. Поддерживает несколько языков кроме русского.

## Описание
Текстовый редактор UltraEdit обладает огромным количеством возможностей по работе с текстом, способен открыть файл любого размера, оснащён подсветкой синтаксиса и сворачиванием кода, присутствуют проверка орфографии и регулярные выражения, имеет встроенный шестнадцатеричный HEX-редактор для редактирования файлов в HEX-формате, умеет записывать и воспроизводить макросы, гибко настраивать панели инструментов для быстрого вызова команд из главного меню, имеет небольшой размер и оптимизирован для быстрого запуска, а также на минимальную нагрузку на ресурсы системы.

## Возможности
- Поддержка Unicode (не полная).
- Подсветка синтаксиса.
- Шестнадцатеричный HEX-редактор.
- Сворачивание кода.
- Закладки.
- Редактирование больших файлов с размером более 4 Гб с минимальным потреблением оперативной памяти.
- Встроенный FTP-клиент.
- Возможность перенастройки клавиш клавиатуры.
- Автодополнение.
- Проверка орфографии. База данных, которая включает в себя более 100000 слов проверки правописания, с поддержкой английского, голландского, финского, французского, немецкого, венгерского, итальянского, испанского и шведского. Ранее использовался модуль GNU Aspell.
- SSH/Telnet.
- Регулярные выражения.
- Запись и воспроизведение макросов.
- Блочное выделение и редактирование текста.
- Поиск и замена.

## Подсветка синтаксиса
C, C++, VB, HTML, Java, Perl, FORTRAN, а также многие другие.

## Языковые пакеты
UltraEdit доступен на 8 языках, включая
английский, китайский упрощенный, китайский традиционный, французский, итальянский, испанский, немецкий, японский, корейский.

## Награды
Журнал «Компьютерра», 2005 год : Выбор редакции